# Воскресенская церковь (Киев)
Воскресенская церковь (укр. Воскресенська церква) — православный храм в Киеве на Подоле, построенный 1670 году и разрушенный в 1930-е годы.

## История
Ещё в XVI веке (ок. 1508) на этом месте за счет Евстафия Дашкевича был построен деревянный Воскресенский храм, где в свое время настоятелем был Иов Борецкий, будущий Киевский митрополит. В 1653 году церковь была описана путешественником Павлом Алепским.
Каменная Воскресенская церковь построена, по одним данным в 1670 году, по другим — в 1698 году. Также нет окончательной уверенности относительно строителя храма — это был или Михаил Грек или Михаил Рудзинский. Константин Шероцкий по поводу времени постройки храма писал, что она построена: «…вероятнее в 1670 году, поскольку она изображена уже на плане Киева 1695 с 5 куполами и 3 апсидами». Это был типичный храм в стиле украинского барокко.
В 1732 году церковь была перестроена казацким есаулом Павлом Гудымой. В 1809 году по проекту архитектора Андрея Меленского была пристроена колокольня.
Во время пожара 1811 года церковь существенно пострадала, однако были сохранены карнизы, отделка окон и пилястры. Старый иконостас не сохранился. Константин Шероцкий упоминал, что также уцелела плащаница XVII века.
К сожалению, трагические 1930-е годы не обошли и Воскресенского храма. Тит Геврик отмечает, что 25 апреля 1932 года К. Козловский ещё фотографировал церковь для Киевской областной инспектуры охраны памятников культуры, однако в «Перечене всех закрытых храмов православного религиозного культа по городу Киеву по состоянию на 26 марта 1936 года» она уже фигурирует как разобранная. Из этого следует, что храм с колокольней разрушили скорее всего в 1935 году. Сейчас на этом месте — жилой дом, построенный в конце 1930-х годов.
Исповедные росписи, метрические книги и сведения о клире церкви (с 1723 по 1920 год) хранятся в Центральном государственном историческом архиве Украины в Киеве.